# Parkersburg (Illinois)
Parkersburg – wieś w Stanach Zjednoczonych, w stanie Illinois, w hrabstwie Richland.